# Basilica di Sant'Agata Maggiore
La basilica di Sant'Agata Maggiore è una delle chiese più antiche di Ravenna, situata nel cuore della città, a pochi passi dalla basilica di San Francesco e dalla tomba di Dante. La chiesa fu costruita nel V secolo, anche se l'attuale aspetto è dovuto ai restauri degli inizi del Novecento con i quali la chiesa riacquistò le sue forme originali paleocristiane.

## Storia
La basilica di Sant'Agata Maggiore (definita maggiore poiché, nel Medioevo, a Ravenna vi erano altre due chiese dedicate alla santa) sorse nel periodo tardoantico (V secolo) in posizione prospiciente il fiume Padenna, ora scomparso, il cui corso è ricalcato attualmente dall'asse di Via Mazzini. La basilica, come anche quella più famosa di San Vitale, fu edificata probabilmente sotto il vescovo Pietro II (494-519), il cui monogramma si trova nella navata centrale, anche se è il vescovo Giovanni I (477-494) da ritenersi il vero fondatore. Tuttavia, l'abside fu probabilmente edificata nel secolo successivo, sotto il vescovo Agnello (556-569), con il contributo economico del banchiere ravennate Giuliano Argentario, che aveva finanziato anche la costruzione della basilica di San Vitale.
La chiesa originaria aveva il pavimento a circa 2,50 metri al disotto dell'attuale. Al posto dell'attuale giardino, un tempo cimitero, antistante la facciata della chiesa, si trovava un quadriportico, demolito nel Cinquecento per far posto al campanile, nel quale si aprivano le tre porte della chiesa (sono ancora visibili gli architravi delle due porte laterali, ora interrate). Sempre nel giardino, si trovano dei pezzi di colonne, forse proprio quelle del quadriportico.
Contemporaneamente all'edificazione della torre campanaria (1560), all'interno della chiesa sono stati installati quattro altari rinascimentali, ancora in loco, situati nelle navate laterali. Nell'aprile del 1688, a causa di un terremoto, la decorazione musiva che adornava l'abside è andata totalmente perduta, eccetto che per alcuni frammenti negli intradossi delle finestre. Dopo l'evento sismico, che danneggiò la struttura della chiesa, il piano del pavimento fu rialzato di 2,50 metri. In sostituzione del mosaico, l'abside, ormai disadorna, fu arricchita di suppellettili barocche.
Verso la fine dell'Ottocento, poi, durante alcuni scavi, è stato ritrovato l'antico pavimento musivo paleocristiano, attualmente conservato altrove. Durante i restauri radicali del 1913-1918, condotti da Giuseppe Gerola, tutte le aggiunte barocche furono demolite e la facciata fu impreziosita dal bel protiro e dalla bifora rinascimentali. Durante i bombardamenti del 1944, l'abside fu quasi totalmente distrutta e con essa tutto ciò che restava degli affreschi rinascimentali. Il suo antico aspetto è stato recuperato durante i restauri degli anni sessanta, quando sono state riaperte le sue grandi finestre. Gli ultimi restauri risalgono agli anni ottanta, quando furono rifatti il tetto ed il pavimento. Attualmente (2020) la chiesa è visitabile ed officiata regolarmente.
Galleria d'immagini

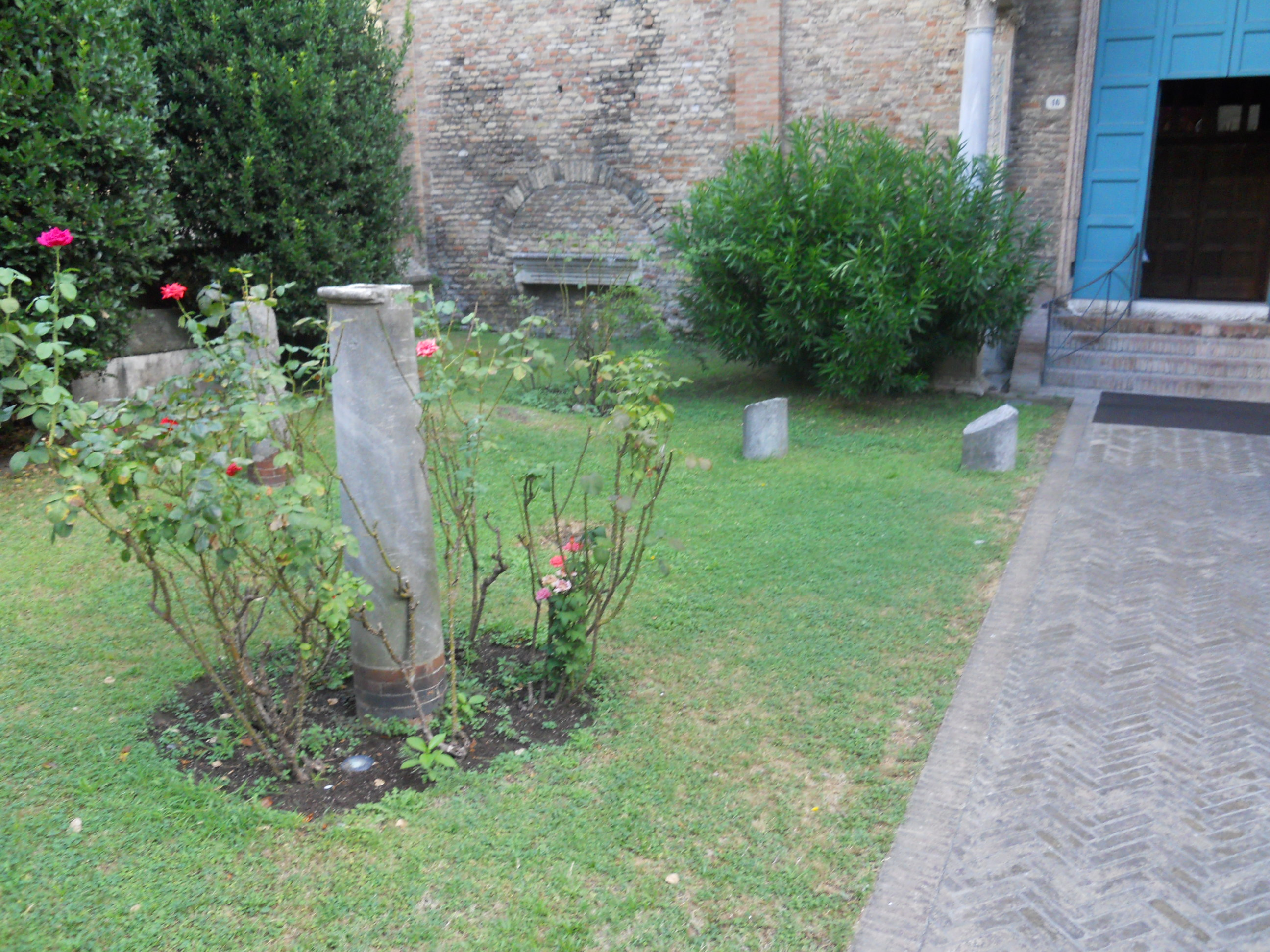
Le colonne dell'antico quadriportico ed una delle antiche porte laterali.
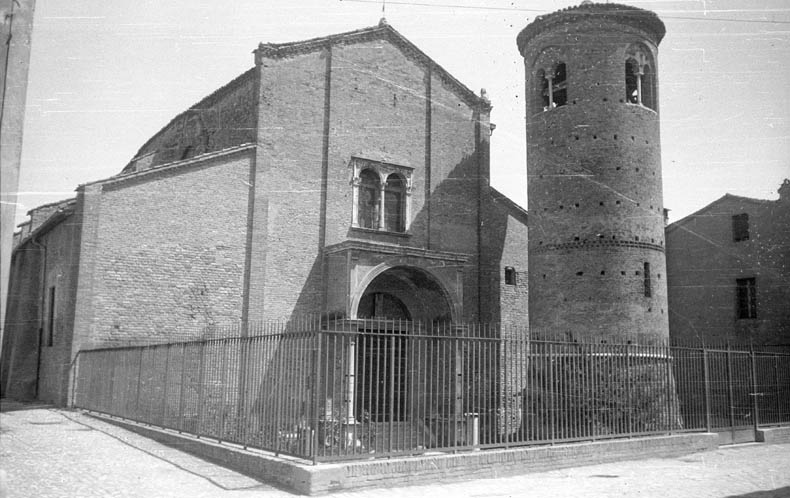
La basilica fotografata nel 1932.

## Descrizione

### Facciata e protiro

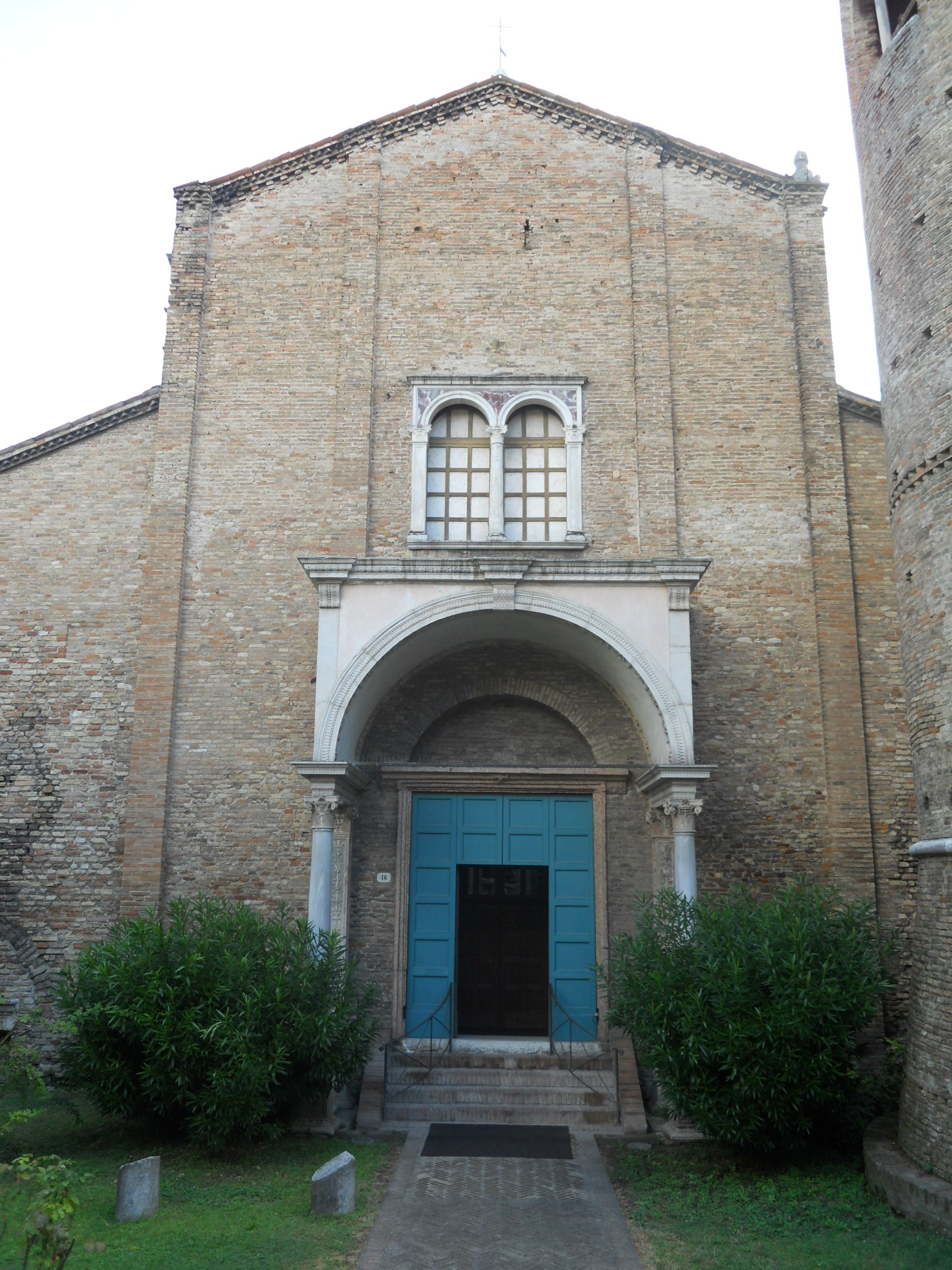
La facciata e il protiro

La facciata della chiesa è in gran parte frutto dei restauri del primo decennio del XX secolo: infatti, prima di questi, vi erano varie costruzioni (case e botteghe) addossate alla facciata stessa che ne occultavano la completa visibilità. Il prospetto, a salienti, è in cotto ed è movimentato da quattro lesene che si trovano nella parte centrale. I prospetti delle due navate laterali, invece, sono completamente piani e, quasi al livello del terreno, si trovano gli architravi delle antiche porte, eliminate col rialzamento del pavimento (1688). Queste porte terminavano, in alto, con archi a tutto sesto, come si può evincere dall'arco cieco che si trova sopra ogni architrave. Il portale centrale, invece, è preceduto dal pregevole protiro, proveniente dalla ex chiesa di San Niccolò ed installato nell'attuale posizione nel 1913. La volta a botte è sorretta da due colonne anteriormente e posteriormente da due pilastri scanalati; lateralmente, il protiro è chiuso da due balaustre rinascimentali sorrette da pilastrini circolari.

### Giardino e campanile

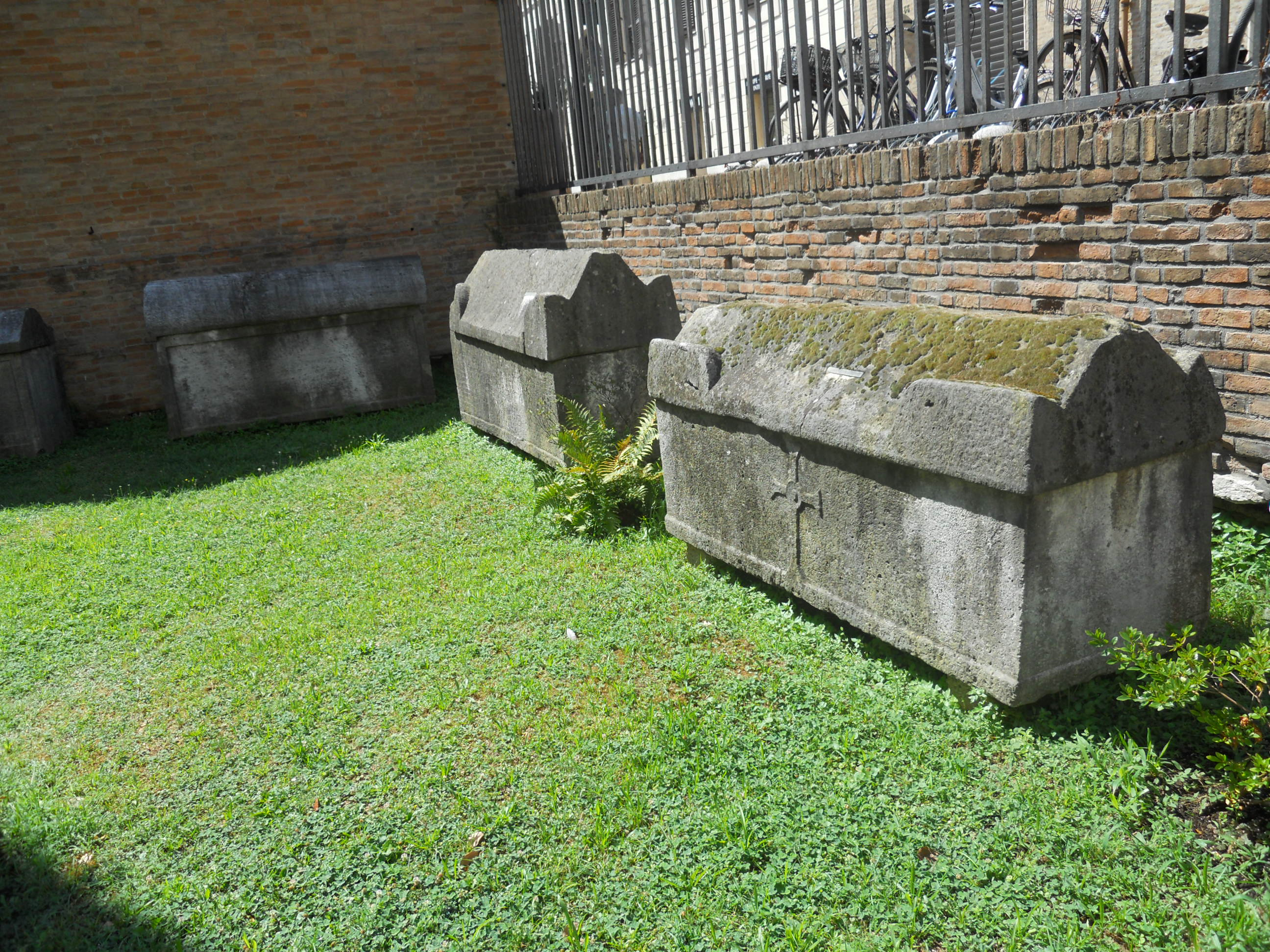
Alcuni sarcofagi tra cui, in primo piano, quello del VI secolo citato nel testo

Fra via Mazzini e la facciata della chiesa, ad un livello di poco più basso rispetto a quello del pavimento attuale della basilica, si trova il giardino quadrangolare, che ricalca il perimetro dell'antico quadriportico. Un tempo cimitero, attualmente nel piccolo spazio verde si trovano quattordici antichi sarcofagi, precedentemente situati all'interno della chiesa. Il più antico risale al VI secolo ed è situato lungo la scalinata d'accesso; al centro di esso si trova scolpita una grande croce, che ricorda la croce del soffitto del battistero degli Ariani. Di fronte al prospetto della navata destra, vi è la tozza torre campanaria cilindrica (1560), poggiante su un basamento conico. La cella campanaria si apre all'esterno con quattro bifore sorrette da colonnine.

### Interno

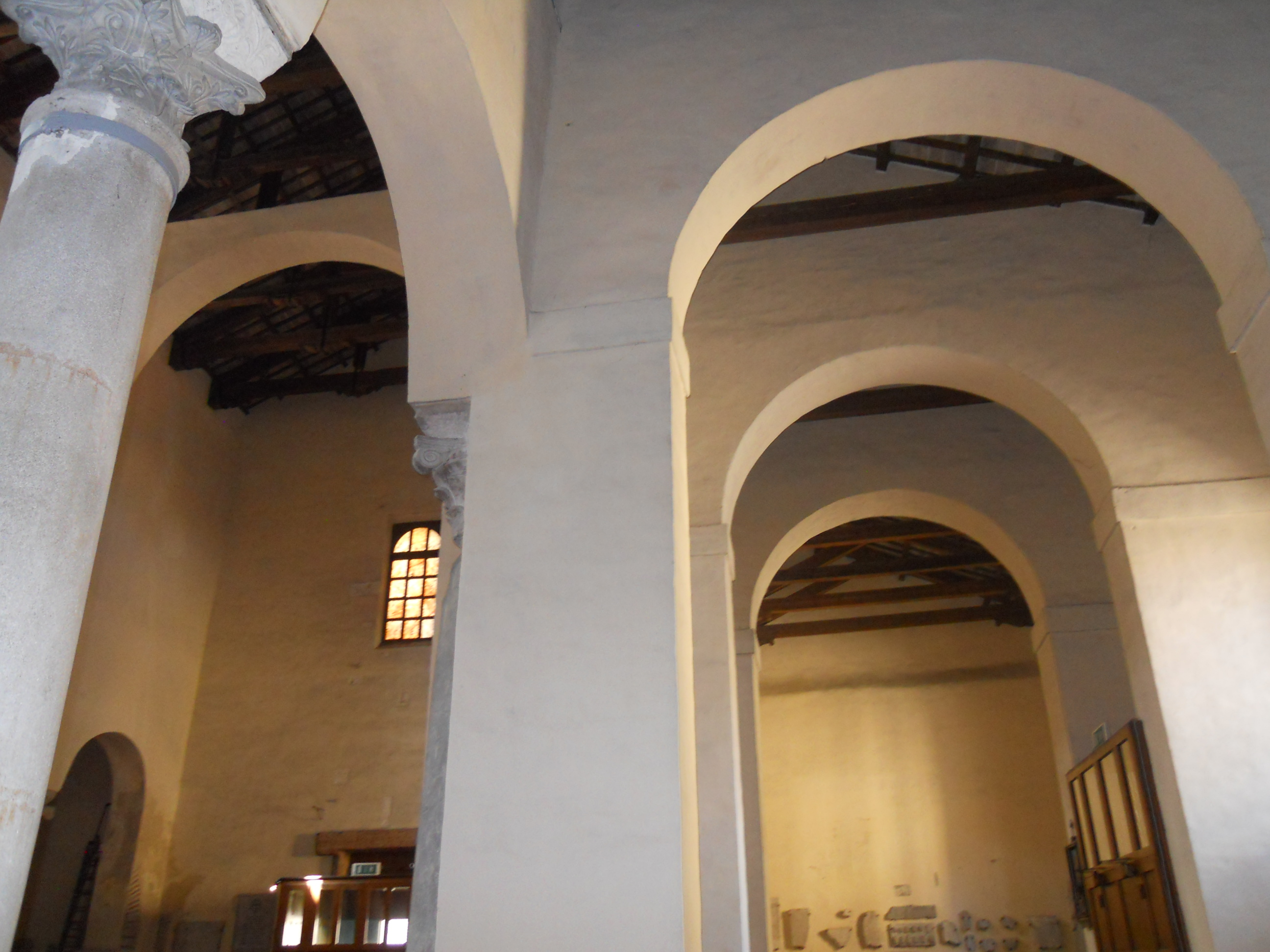
Gli archi di sostegno della navata sinistra e l'arcone della navata centrale

L'attuale assetto interno è dovuto ai restauri di risanamento dell'Ottocento e dei restauri del 1913-1918. L'interno è suddiviso in tre navate, di cui la centrale più alta e più ampia rispetto alle due laterali, separate da due serie di dieci colonne di spoglio, di epoche diverse e molto diseguali fra loro. La navata centrale è stata suddivisa in due parti con la creazione dell'arcone di sostegno (XIX secolo): l'avancorpo e la navata propriamente detta. Anche nella navatella sinistra sono stati costruiti tre archi di sostegno, di cui uno a filo con quello della navata maggiore. Al disopra degli archi di comunicazione fra la navata centrale e le due laterali, si trovano le piccole monofore, molto strette, mentre le finestre delle navate laterali sono ancora quelle rettangolari barocche.

### Avancorpo

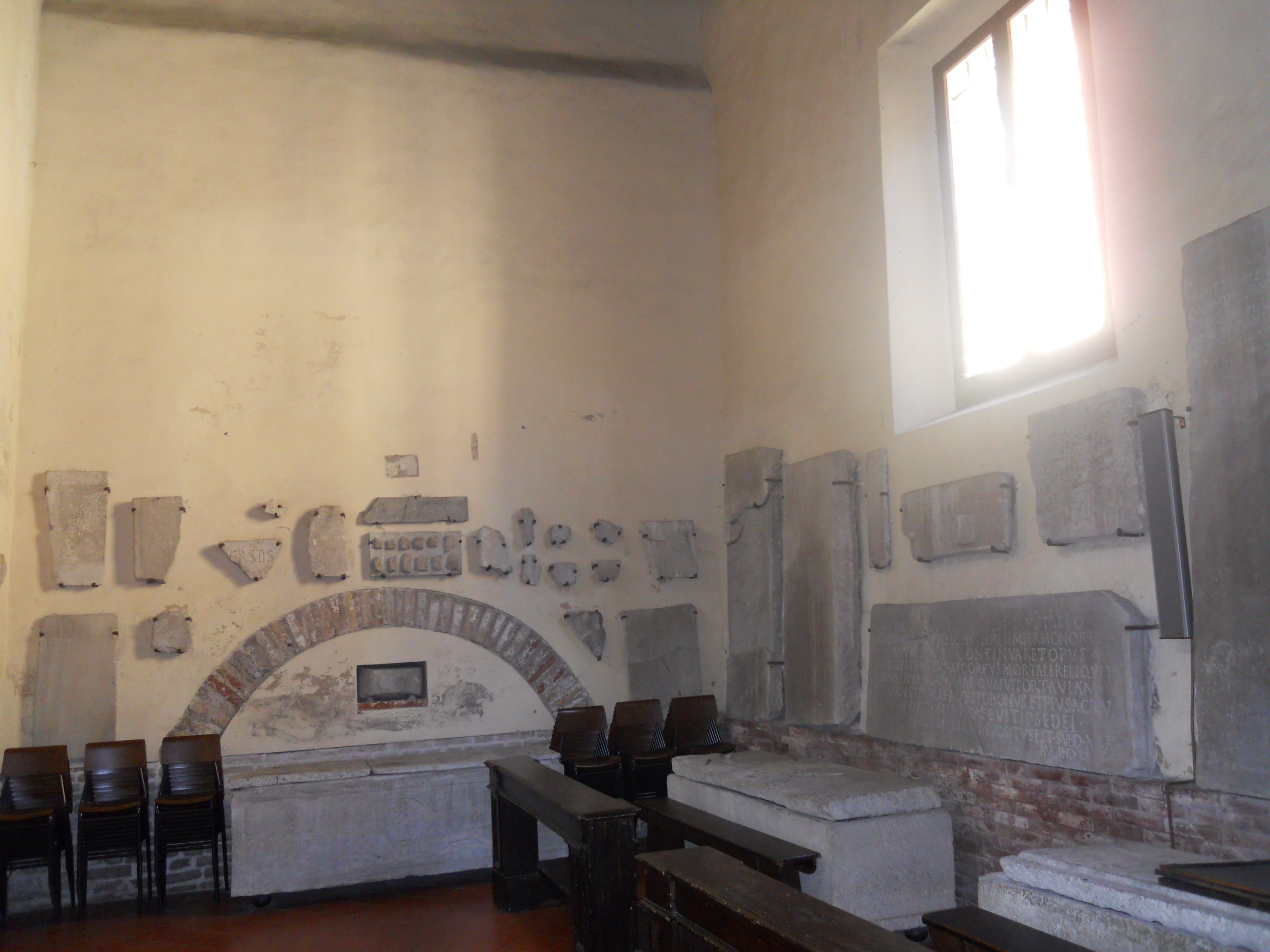
Reperti antichi nella navata laterale sinistra

Nello spazio che precede l'arcone, l'avancorpo, sia lungo la controfacciata che nelle due navate laterali, sono stati disposti alcuni reperti venuti alla luce durante gli scavi condotti nel 1913-1918, in contemporanea con i restauri. Lungo le pareti ed i due pilastri dell'arcone, vi sono otto antichi sarcofagi di epoca e fattura diverse, fra cui uno della fine del VI secolo, situato nella controfacciata, al lato del portale. Lungo le pareti delle due navate laterali, invece, vi sono dei resti di plutei, di elementi gotici e di iscrizioni. In corrispondenza dell'arcone, nella navata destra, si trovano dei mattoni con l'antico marchio di fabbrica. Anche all'interno della chiesa sono visibili i segni degli archi a tutto sesto che sormontavano le porte laterali.

### Navate

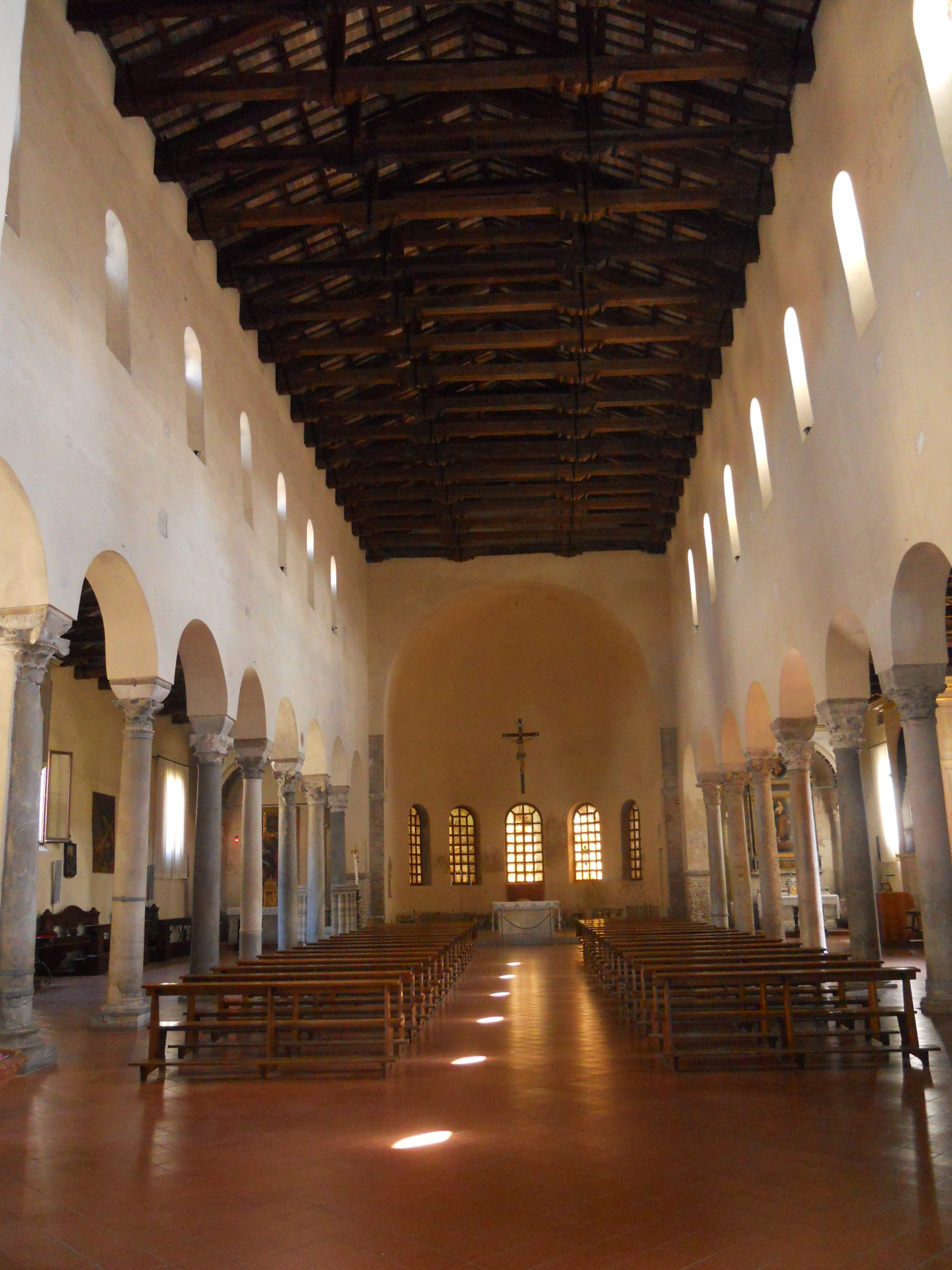
L'interno della navata centrale

Le pareti delle navate appaiono molto spoglie in seguito all'eliminazione di ogni sovrastruttura barocca, eliminate durante i restauri del XX secolo. La navata centrale, molto luminosa, è coperta a capriate, quasi tutte risalenti agli anni ottanta del Novecento, poste in sostituzione di quelle precedenti, ormai più inservibili. Sul pilastro di sinistra dell'arcone, si trova il monogramma del vescovo Pietro II (494-519), grazie al quale si può intuire il periodo di fondazione della basilica. Nel monogramma si trovano le lettere P ed E, che stanno a significare Petrus Episcopus (in lingua italiana: Pietro Vescovo). Sotto l'ottava arcata di sinistra a partire dall'arcone, si trova il pulpito, un tempo situato sotto la quarta da destra. L'ambone, in marmo greco venato di grigio e verde, ha l'aspetto della parte terminale di una grande colonna scanalata cava all'interno. Lungo il bordo superiore vi è una finissima decorazione a fregio in cui sono scolpite foglie e perle. I due pilastri dell'arco absidale non sono stati ricoperti d'intonaco in maniera tale da render visibile lo strato di mattoni antichi.

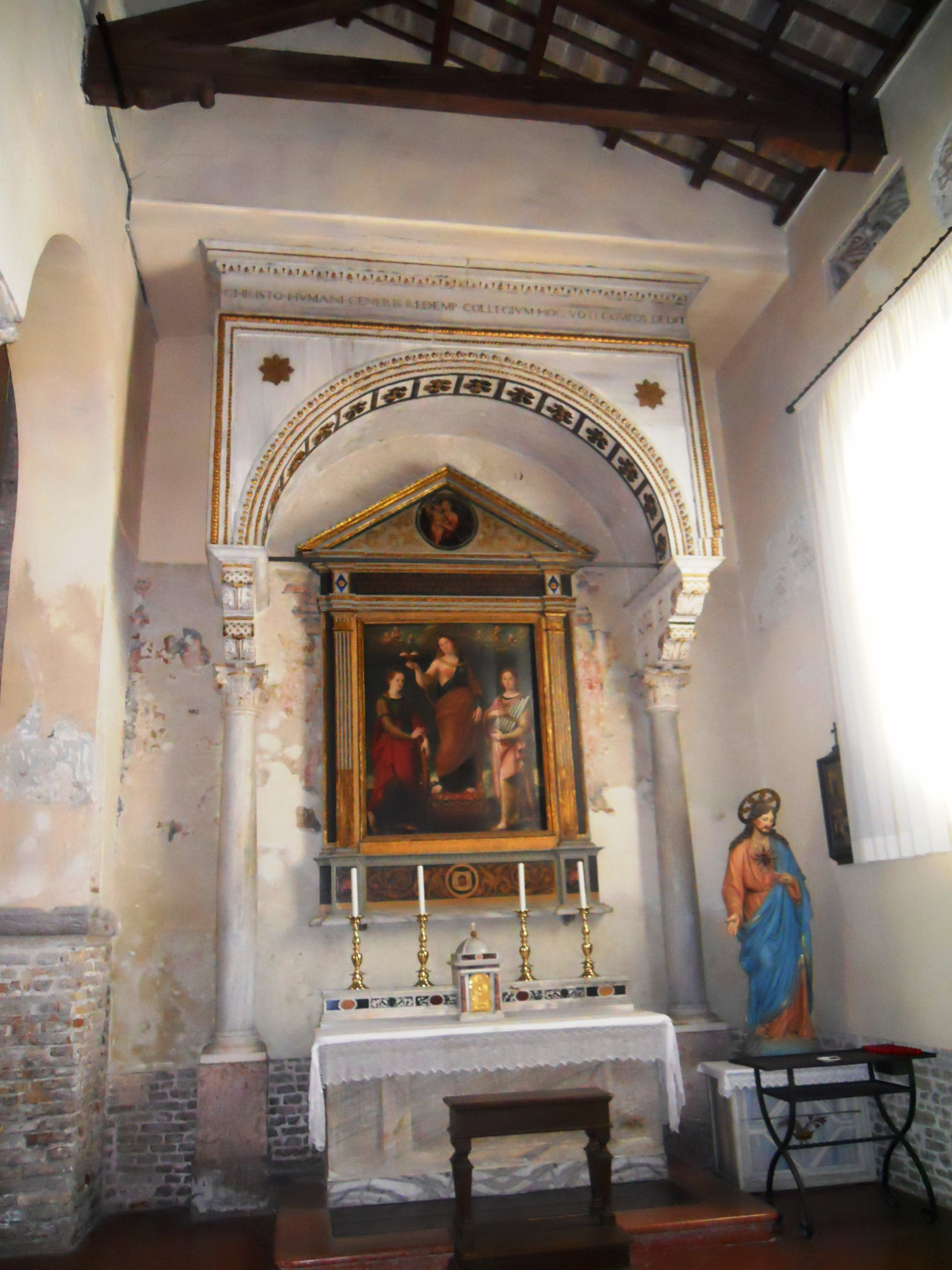
L'altare di Sant'Agata

Partendo dalla linea dell'arcone, nella navata laterale destra si incontra subito, nella parete, alla stessa altezza della prima colonna, una piccola nicchia che contiene delle antiche pitture, ovvero ciò che resta degli affreschi rinascimentali. Poco oltre, all'altezza della quinta arcata, si trova uno dei quattro altari laterali della chiesa. Dedicato a Santa Rita da Cascia, conserva, attorno alla nicchia che contiene la moderna statua della santa, resti di un affresco quattrocentesco, forse una Risurrezione, come si può intuire dal drappello bianco con una croce rossa che si trova nella parte superiore. Addossato alla parete di fondo, si trova l'altare di Sant'Agata. Esso è costituito dall'altare vero in cui sono custoditi i corpi di San Sergio Martire e del Vescovo Agnello. La tela che lo adorna è datata 1546 ed è opera del pittore Luca Longhi; essa raffigura: Sant'Agata fra le Sante Caterina d'Alessandria e Cecilia.

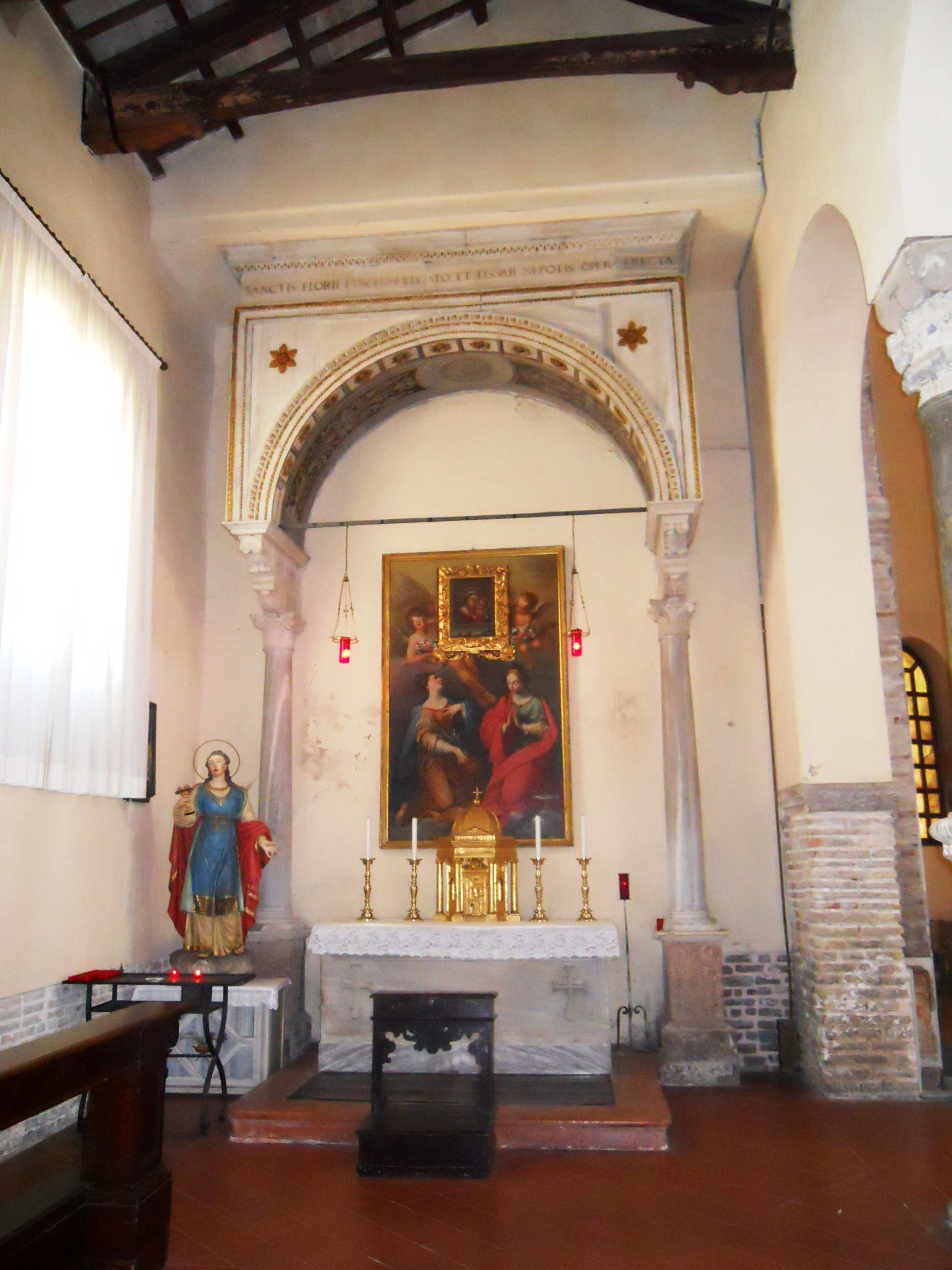
Altare della Madonna del Buon Consiglio

La navata laterale sinistra, a differenza di quella destra, ha ben tre archi di sostenimento: uno in linea con quello della navata maggiore e gli altri due in corrispondenza delle due colonne successive. Fra la seconda e la terza arcata venendo dall'avancorpo, sulla sinistra, si incontra l'attuale battistero. Ricavato nello spessore fra i due pilastri, è chiuso da una bassa cancellata e, al suo interno, vi è il fonte battesimale, costituito da una bassa colonna sormontata da un capitello-vasca. Dirimpetto all'altare di Santa Rita, vi è quello di San Francesco, con il quadro La Madonna in trono col Bambino fra i Santi Pietro e Maria Maddalena, opera di G.B. Barbiani, e la moderna statua raffigurante San Francesco. L'altare sulla parete di fondo, attualmente utilizzato per la custodia del S.S. Sacramento, è dedicato alla Madonna del Buon Consiglio. La sua pala è costituita da due dipinti: quello, più grande, di Santa Lucia e Santa Apollonia (di A. Barbiani) con al centro quello più piccolo della Madonna del Buon Consiglio.
Tutti e quattro gli altari laterali della chiesa sono coperti da un baldacchino pensile di gusto rinascimentale, con la sola differenza che, mentre le mensole degli altari a metà navata poggiano su semipilastri, quelle degli altari di fondo poggiano su colonne.

### Organo a canne
Nella navata laterale destra, dirimpetto al pulpito, appoggiato alla parete, si trova l'organo a canne Mascioni opus 891. Lo strumento, costruito nel 1967, è racchiuso all'interno di una cassa lignea dipinta in stile neorinascimentale. Esso è a trasmissione elettrica con sistema multiplo con due tastiere di 61 note ciascuna ed una pedaliera concavo-radiale di 32.

### Abside e presbiterio

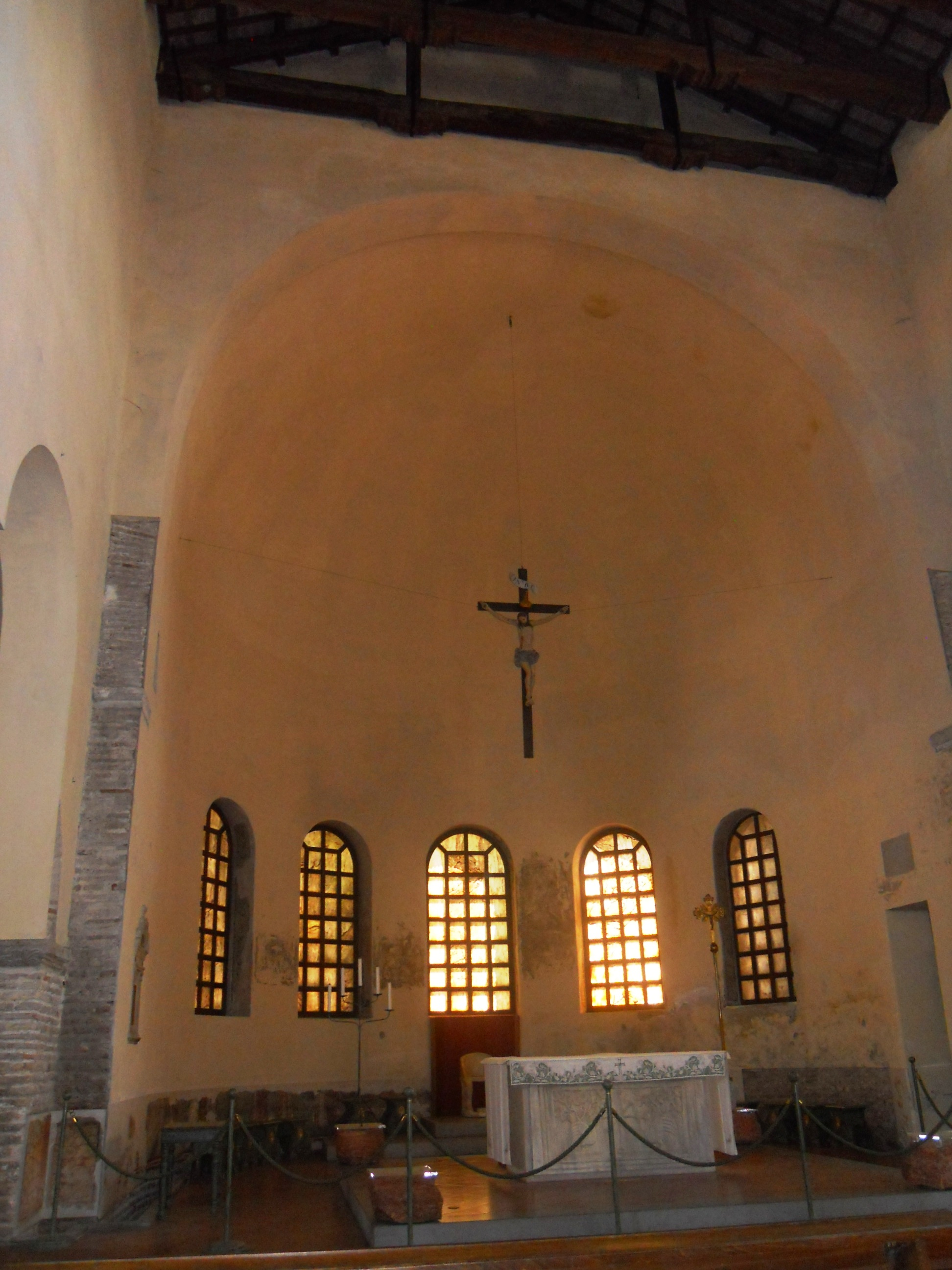
L'abside

In fondo alla navata centrale, di altezza e sezione minori, si trova la grande abside, profondamente danneggiata dai bombardamenti della seconda guerra mondiale (1944) e, dopo l'evento bellico, rifatta. Tuttavia, l'assetto attuale lo ha acquistato solo dopo i restauri del 1962-1963, quando furono riaperte le sue cinque finestre, e con i restauri post-conciliari. Nella fascia inferiore dell'abside, al disotto delle finestre, vi sono tracce di affreschi cinquecenteschi, ormai illeggibili, danneggiati notevolmente dal bombardamento. Il presbiterio, che occupa non solo l'abside, ma anche un piccolo tratto della navata (dall'arco absidale alla prima colonna), è rialzato di alcuni gradini rispetto alla navata. Al centro, sotto l'arco absidale, vi è l'altar maggiore, il cui paliotto è costituito da un antico pluteo del VI secolo in cui sono raffigurati due pavoni (che nella simbologia cristiana significano la Risurrezione) che fronteggiano il Chrismon. Invece, addossata alla parete, sotto la finestra mediana, si trova la cattedra romana, un tempo nell'abside di Sant'Apollinare Nuovo.

### L'antico mosaico dell'abside

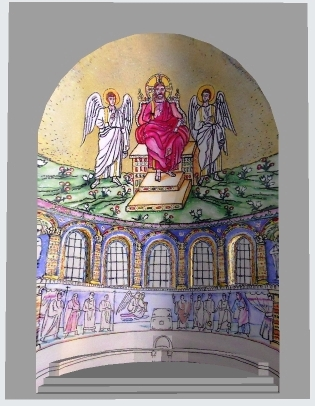
Ricostruzione dell'abside prima del 1688

Grazie ad un disegno di Padre Pronti, è giunta fino a noi l'unica raffigurazione del perduto mosaico absidale della basilica, distrutto durante il disastroso terremoto dell'11 aprile 1688. Il mosaico si divideva in tre fasce orizzontali. In quella inferiore, al disopra dei seggi per i presbiteri e della cattedra, erano raffigurati dei sacerdoti ai lati del vescovo Giovanni, che celebrava la messa su un altare quadrato, simile ad un'ara pagana. Al lato dell'ara, vi era un angelo avvolto da nubi con un calice in mano, pronto per portare l'offerta del popolo a Dio. Fra le finestre, invece, erano raffigurate delle colonne, simili a quelle che intervallano le finestre dell'abside di San Vitale. Il catino, infine, era occupato dalla figura del Cristo benedicente assiso in trono, avvolto da un ampio manto scarlatto, fra due arcangeli in candide vesti. L'attuale pavimento del presbiterio arriva poco sotto la fascia delle finestre e quindi, se ci fosse stato ancora l'antico mosaico, la scena dell'offerta a Dio sarebbe stata tagliata a metà.